# 성남시
성남시(城南市)는 대한민국 경기도 중동부에 위치한 시이다. 서울의 위성도시 중 하나로서 서울 도심에서 남동쪽으로 약 26km 거리에 있는 시이다. 광주산맥에 둘러싸여 있으며 탄천을 따라 형성된 분지지형이다. 시청은 중원구 여수동에 있고, 수정구, 중원구, 분당구의 3개의 일반구가 설치되어 있다.

## 역사
1973년 7월 1일 광주군 대왕면·낙생면·돌마면 일원과 중부면 성남출장소 중 단대리·상대원리·탄리·수진리·복정리·창곡리 일대를 관할로 성남시가 설치되었다.
급격한 인구 증가에 따라 1980년대 들어 성남시는 인구 기준 전국 10위 도시로 부상하였다. 따라서 비약적으로 증대하는 행정수요에 능동적으로 대처하기 위하여, 성남시 조례 제858호(1988. 6. 3 공포)에 따라 1988년 7월 1일 기존의 돌마출장소, 대왕출장소, 낙생출장소를 폐지하고, 성남시 수정출장소 및 중원출장소를 설치하였다. 1989년 5월 1일에는 성남시 조례 제931호에 따라 수정 출장소, 중원 출장소 2개 출장소를 각각 수정구, 중원구로 승격하였다.
1989년 4월 27일 성남시 남쪽 지역의 소위 '남단녹지'를 중심으로 한 540여만 평 규모의 분당 지역 일대에 10만 6천 호의 주택을 건설하여, 42만 인구를 수용하는 분당신도시 건설 계획이 공식 발표·착수되었다. 이에 따라 성남시 조례 제971호 (1989. 6. 20 공포)에 의거 1989년 6월 1일 분당 지구 개발 지원 사업소를 설치 운영하게 되었다. 이에 따라 대단위 아파트 단지가 들어서면서 인구가 급증해 1991년 9월 17일 중원구에서 분당구가 분구되어 현재의 3구에 이르고 있다.
2009년 11월 2일 중원구 여수동으로 시청사를 이전하였다. 2015년 12월 7일, 위례신도시 건설에 따라 서울특별시 송파구 및 경기도 하남시와 행정 구역 경계를 조정하였다.

### 성남의 명칭 유래
성남(城南)이란 이름은 성(남한산성)의 남쪽에 있다는 뜻이다.

### 광주대단지 사건
광주 대단지 사건은 정부와 서울특별시의 일방적 행정행위에 항거하여 1971년 8월 10일부터 8월 12일까지 경기도 광주군 성남출장소(광주 대단지) 개발 지역 주민 수만 명이 공권력을 해체시킨 채 도시를 점령하고 무력시위를 벌인 것이다. 광주대단지사건은 서울시의 판자촌 주민들을 지금의 성남 수정구와 중원구로 강제 이주시키는 과정에서 발생한 사건이다. 광주대단지란 서울시의 빈민가 정비 및 철거민 이주사업의 일환으로 계획된 위성도시로 지금의 경기도 성남시이다.
사건 발생 초기에는 3만 명의 시위대가 몰렸으나 그날 5만명의 시위대가 성남출장소를 점거한 뒤 10만 명 이상으로 시위 참여 시민이 폭증하면서 박정희 정부는 내무부 장관과 서울특별시장, 경기도지사를 파견하여 이주민들에게 사과하고 요구 조건을 수용함으로써 3일 만에 진정되었고 이후 정식으로 성남시가 설치되었다.

## 지리

성남시의 실제 위치

동쪽으로 남한산(522m)과 청량산(479m)·검단산(535m)·불곡산(312m)의 긴 산줄기를 경계로 하남시·광주시와 접하고, 서쪽으로는 청계산(618 m)을 경계로 과천시와 의왕시를 접하며, 북쪽은 서울특별시 송파구·강남구·서초구, 남쪽은 용인시와 접한다. 광주산맥에 둘러싸여 탄천을 따라 남북으로 긴 협곡 분지 지형이며, 1989년 성남시 남부에 건설된 분당신도시 및 2000년대에 건설된 판교신도시는 성남 구시가지와 그린벨트로 생활권이 단절되어 있어 시가지와 생활권이 양분되어 있다.

## 행정 구역

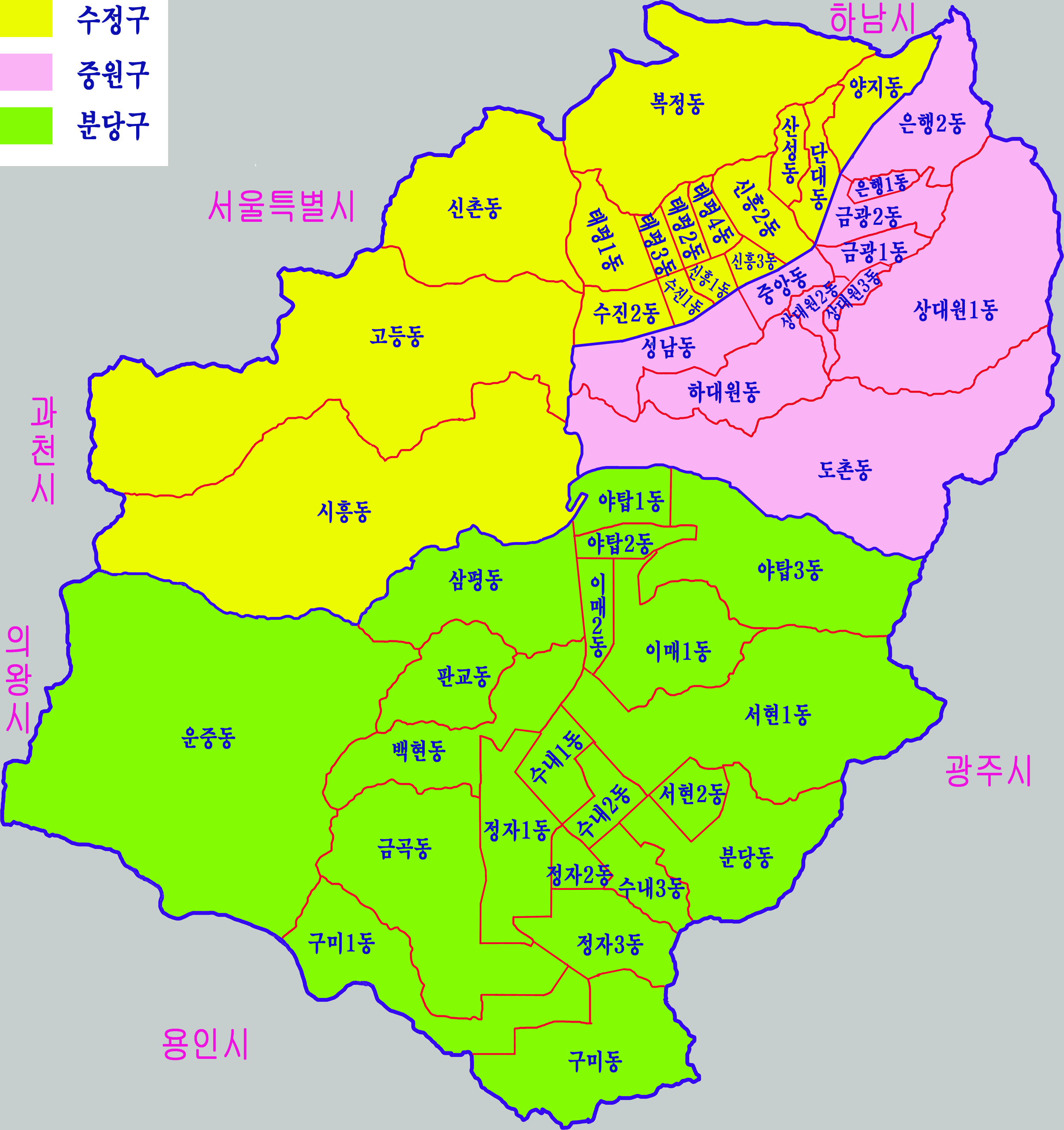
성남시 행정구역.

성남시의 행정 구역은 수정구, 중원구, 분당구로 구분된다. 면적은 141.72 km이다. 2023년 1월말 주민등록 인구는 408,915세대, 924,087명이다.
| 일반구 | 한자   | 면적 (km2) | 세대    | 인구 (명) | 행정동 |
| ------ | ------ | ---------- | ------- | --------- | ------ |
| 수정구 | 壽井區 | 45.46      | 113,175 | 229,568   | 17     |
| 중원구 | 中院區 | 26.41      | 101,123 | 213,070   | 11     |
| 분당구 | 盆唐區 | 69.77      | 194,617 | 481,449   | 22     |
| 성남시 | 城南市 | 141.64     | 408,915 | 924,087   | 50     |

- 현재 성남시의 국회의원 선거구는 성남시 수정구, 성남시 중원구, 성남시 분당구 갑, 성남시 분당구 을의 4개이다.

### 시청
- 현재 성남시청은 경기도 성남시 중원구 여수동 (성남대로 997) 에 위치하고 있다.

### 인구
성남시의 인구는 2015년 기준으로 969,675명이며 인구밀도는 6.915명/km2이다. 0~14세 인구는 16.7%, 65세 이상 인구는 11.3%이다. 생산연령층인 15~64세 인구는 75%로 전국평균 72.8%보다 비율이 높고, 유소년인구부양비는 22.3%로 전국 평균인 22.8%보다 낮고, 노년인구부양비는 11%로 전국 평균인 14.5%보다 좁다. 여자 인구 100명당 남자 인구를 나타내는 성비는 99.5로 여자가 다소 많다.

- 성남시의 인구추이[6]

| 연도   | 총인구    |  |
| ------ | --------- |  |
| 1975년 | 272,470명 |  |
| 1980년 | 376,822명 |  |
| 1985년 | 447,647명 |  |
| 1990년 | 540,690명 |  |
| 1995년 | 868,268명 |  |
| 2000년 | 912,222명 |  |
| 2005년 | 931,019명 |  |
| 2010년 | 936,267명 |  |
| 2015년 | 969,675명 |  |
| 2022년 | 931,072명 |  |

### 수정·중원구

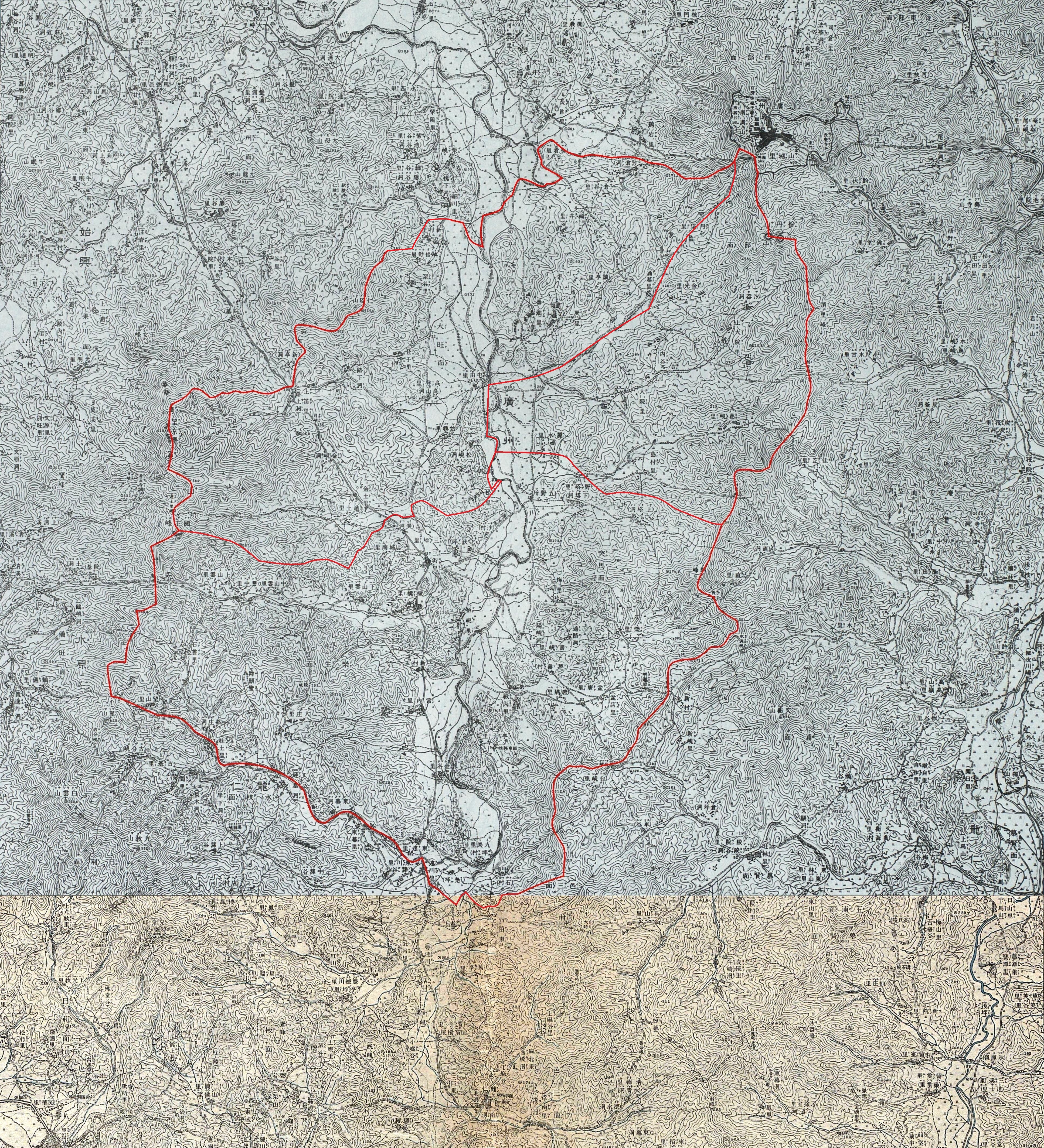
1919년 발간 조선총독부 5만분의1 성남시 부근 지도

박정희 정권 시절 당시 경기도 광주군 중부면 일원에 광주대단지라는 이름으로 새로 개발되기 시작한 성남시는, 수도 개발권에 있는 주거 도시라는 특수여건에 힘입어 방대한 공업단지를 조성하고 노동집약적인 경공업이 육성되기 시작하였다. 당시 청계천 일대 판자촌 철거 사업으로 거주하던 주민들을 성남시로 강제 이주시켜 많은 사람들이 성남시에 터전을 잡게 되었다.
현재 성남시는 각종 IT산업 및 첨단산업을 유치하기 위해 경기도와 함께 공업단지에 입주한 업체에 세제혜택을 주어, 테헤란 밸리 기업의 수요와, 분당신도시에 입주한 각종 공기업의 수요와, 각종 IT산업 및 첨단산업에 관련된 대기업과 이에 관련된 기업의 수요를 충족시키고자 하였다. 이에 따라 공업단지에 그러한 산업들이 가능한 아파트형 공장 등 인텔리전트 빌딩 형태의 현대식 공장들이 많이 입주할 수 있게 되었고, 그 결과 3개의 공업단지에 2차 및 3차 산업에 종사하는 각종 기업이 많이 입주해 새로 신축되는 인텔리전트 빌딩의 수와 분야별 생산량이 증가하고 있다. 산업으로는 금융·서비스·전자·통신·화학 등 여러 가지가 있다.
중원구 상대원동의 제2·3공업단지는 최근 ‘성남하이테크밸리’로 명칭이 변경되었으며, 수정구 신흥동의 제1공업단지는 성남시 수정구·중원구 생활권에서 모란역세권에 이은 제2의 도심지가 되었으나 토지용도의 문제로 인해 오랫동안 개발되지 못하여 현재까지도 공터로 남아있던 상태였다. 그러나 최근 시 발전을 저해해 왔던 '비행안전구역 고도제한 완화'에 힘입어 '성남신흥(1공업단지) 도시개발구역지정 및 개발계획승인'이 이루어졌고, 이를 통해 인근의 희망대공원과 연계된 첨단 고층아파트 주거지역과 백화점, 쇼핑몰과 같은 상업시설이 위치해 있는 활기찬 도심지의 역할을 할 수 있을 대규모 재개발을 진행 중이다.

### 분당구

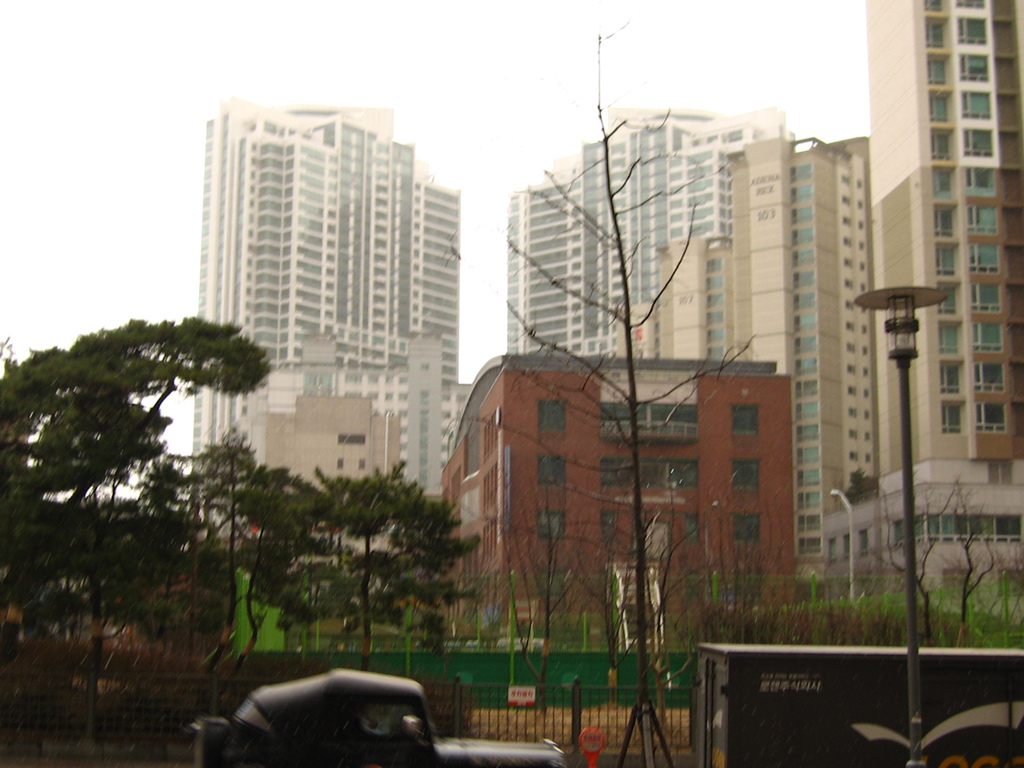
분당신도시

제6공화국 노태우 정권 당시 ‘주택 200만호 건설 공약’에 의해 계획된 5대 신도시 중 하나로 조성되었던 분당신도시 개발 시 신도시의 자족기능을 높이기 위하여 야탑동 148번지 일원에 ‘분당테크노밸리’를 조성하여 현재 기업들이 입주하여있으나 교통이 불편하고 외곽에 위치하기 때문에 비교적 주변 도시들과의 접근성이 편리한 분당선 역세권에 형성된 상업 지구에 비해 많이 활성화되지는 못하였지만 각종 중견기업들이 입주하여 운영되고 있다.
분당신도시의 초기 도시계획을 살펴보면 당시 ‘백궁지구’였던 정자동 탄천 서쪽 일대 정자역세권 상업 지구를 대규모 ‘벤처밸리’로 지정하여 분당신도시의 CBD 기능을 살리고 도시의 자족기능을 높이기 위한 계획이 존재하였으나(이에 따라 네이버 본사와 SK그룹의 일부 계열사가 분당신도시로 이전하였다.) 대신 2000년대 초반 강남발(江南發) 부동산시장의 고급 주상복합 아파트 및 거주용 오피스텔 열풍의 영향으로 정자역세권 일대의 상업 지구에는 고급 주상복합 아파트 및 거주용 오피스텔이 대거 건설되었다.
분당신도시의 입주가 15년차에 접어들고 안정세에 들자 정부는 서울특별시 서초구, 강남구, 송파구와 인접하고 분당신도시와 붙어있어 개발압력이 심했던 경부고속도로 판교 나들목 인근에 2기 신도시인 판교신도시를 개발하면서 신도시의 자족기능과 우수한 입지조건을 살리기 위해 판교 나들목 근처에 도시지원 시설용지를 지정하여 판교테크노밸리를 계획하였다. 그곳에 각종 IT·BT·CT·NT 및 첨단 융합 기술 연구시설 및 첨단 인프라 시설, 연구지원시설 등의 개발을 계획, 착수하여 현재 유수 관련 기업들이 입주해있고 많은 사무용 인텔리전트 빌딩을 건축 중에 있으며 개발은 2013년에 완공됐다.

## 경제

### 재정자립도
2018년 기준 성남시의 재정자립도는 63.53%로 경기도에서 2번째로 높다. 판교테크노밸리를 중심으로 주요 IT기업들이 위치하고 있기 때문이다.

### 지역내 총생산
성남시의 2012년 지역내 총생산은 46조 6,685억 원으로 경기도 지역내 총생산의 6.4%를 차지하고 있다. 이중 농림어업(1차 산업)은 90억 원으로 비중이 낮고 광업 및 제조업(2차 산업)은 9조 1,880억 원으로 19.7%의 비중을 차지하고 상업 및 서비스업(3차 산업)은 37조 4,716억 원으로 80.3%의 비중을 차지한다. 3차 산업 부분에서는 서울시와 가까운 지역으로써 교통이 편리하고 주거기능이 발달하여 사업서비스업(12.1%)과 건설업(10.0%), 부동산업 및 임대업(9.2%)과 도소매업(7.9%)이 큰 비중을 차지하고 있다.

### 상주인구와 주간인구
성남시의 2010년 기준 상주인구는 928,009명이고 주간인구는 836,338명으로 주간인구지수가 90으로 낮다. 통근으로 인한 유입인구는 101,649명, 유출인구는 181,598명이고, 통학으로 인한 유입인구는 14,991명, 유출인구는 26,713명으로 전체적으로 유출인구가 91,671명 더 많은데, 이는 수도권에서 서울특별시와 가깝거나 교통이 편리한 지역에서 공통적으로 나타나는 현상이다.

### 상업

#### 백화점·대형아울렛
- 롯데백화점 분당점 (분당구 수내동)
- AK플라자 분당점 (분당구 서현동)
- NC백화점 야탑점 (분당구 야탑동)
- 현대백화점 판교점 (분당구 백현동)
- 세이브존 성남점 (수정구 신흥동)
- 2001아울렛 분당점 (분당구 구미동)

#### 대형마트
- 롯데마트 서현점 (분당구 서현동)
- 롯데마트 판교점 (분당구 삼평동)
- 이마트 성남점 (수정구 태평동)
- 이마트 분당점 (분당구 정자동)
- 홈플러스 분당오리점 (분당구 구미동)
- 홈플러스 야탑점 (분당구 야탑동)
- 농민식자재마트 (중원구 금광동)

#### 영화관
- 롯데시네마 모란점 (중원구 성남동)
- 롯데시네마 성남중앙점 (수정구 신흥동)
- 메가박스 분당점 (분당구 서현동)
- CJ CGV 오리점 (분당구 구미동)
- CJ CGV 야탑점 (분당구 야탑동)
- CJ CGV 서현점 (분당구 서현동)
- CJ CGV 판교점 (분당구 백현동)

## 문화·관광
- 성남아트센터

오페라하우스, 콘서트홀, 앙상블시어터 등 3개의 극장과 미술관 본관, 큐브미술관으로 나뉘어있는 전시장과 아카데미, 음악분수와 야외광장, 편의시설 등을 갖추고 있다.
- 남한산성

사적 제57호이며, 2014년 6월 22일에 세계문화유산으로 지정된 남한산성은 통일신라시대에 축성된 주장성으로 추정되며, 군수 물자를 저장하는 특수 창고를 설치한 중요한 거점성이었다. 또한 조선시대에는 외성과 옹성을 갖춘 전형적인 산성이면서, 산성의 변화 과정과 기능을 이해하는데 가장 중요한 유적으로 평가되고 있다. 또한 조선시대 병자호란 시기 최후의 항전지였다. 
- 판교환경생태학습원

어린이들이 생태계 보전의 중요성과 생명의 소중함을 알고 환경과 자연에 대한 이해를 돕기위한 기관으로 소개하고 있다.
- 판교박물관

1600년 전 한성백제시대 석실분 밀집 지역으로 삼국시대의 동북아 교류를 보여주는 증거인 한성백제 유적 9기와 고구려의 남하 증거인 2기의 석실분을 보유한 박물관으로서 성남의 역사를 보여 주는 박물관으로 소개하고 있다.
- 성남중앙공원

잔디광장, 상록수광장, 역말광장, 황새울광장, 야외공연장과 복원된 지방문화재인 고인돌 정원, 수내동 가옥 등으로 구성된다.

## 교육

### 도서관
- 경기도립성남도서관
- 수정도서관
- 중원도서관
- 중원어린이도서관
- 구미도서관
- 분당도서관
- 운중도서관
- 중앙도서관
- 판교도서관
- 판교어린이도서관
- 해오름도서관
- 복정도서관
- 무지개도서관
- 서현도서관
- 위례도서관
- 고등도서관
- 수내도서관
- 논골도서관
- 책테마파크도서관

## 교통
서울 중앙부로부터 20km 반경, 수원시 21km 반경에 있으며, 철도는 없으나 분당선의 각 역을 통하여 관내 교통과 연계되고 있다. 도로교통은 경부고속도로와 용인서울고속도로가 시의 서남부를 통과하며, 수도권제1순환고속도로를 주축으로, 잠실방면의 도로와 광주-안양간 도로, 서울 지하철 8호선과 분당선 전철이 통과해 타 지역과의 소통이 편리하다. 그리고 기존 한국철도공사 분당선의 혼잡도 완화와 표정속도 증가를 목적으로 정자역에서 판교신도시를 거쳐 강남역을 잇는 신분당선이 2011년 10월 28일 개통하였다.

### 철도
- 한국철도공사
  - ● 수도권 전철 수인·분당선
(서울특별시 동대문구) ← (서울특별시 성동구) ← (서울특별시 강남구) ← (서울특별시 송파구) ← 가천대역 - 태평역 - 모란역 - 야탑역 - 이매역 - 서현역 - 수내역 - 정자역 - 미금역 - 오리역 → (용인시) → (수원시) → (화성시) → (안산시) → (시흥시) → (인천광역시 남동구) → (인천광역시 연수구) → (인천광역시 미추홀구) → (인천광역시 중구)
  - ● 수도권 전철 경강선
판교역 - 성남역 - 이매역 → (광주시 → 이천시 → 여주시)

- 서울교통공사
  - ● 수도권 전철 8호선
(서울특별시 강동구) ← (서울특별시 송파구) ← 남위례역 - 산성역 - 남한산성입구역 - 단대오거리역 - 신흥역 - 수진역 - 모란역

- 신분당선주식회사
  - ● 신분당선
(서울특별시 강남구) ← (서울특별시 서초구) ← 판교역 - 정자역 - 미금역 → (용인시) → (수원시)

- 에스알
  - ● 수도권 광역급행철도 A노선
  - (서울특별시 강남구)  ←  성남역 → (용인시)

### 버스
- 시내버스 : 성남시의 시내버스, 성남시의 마을버스
- 시외버스 : 성남종합버스터미널

### 도로

#### 고속도로

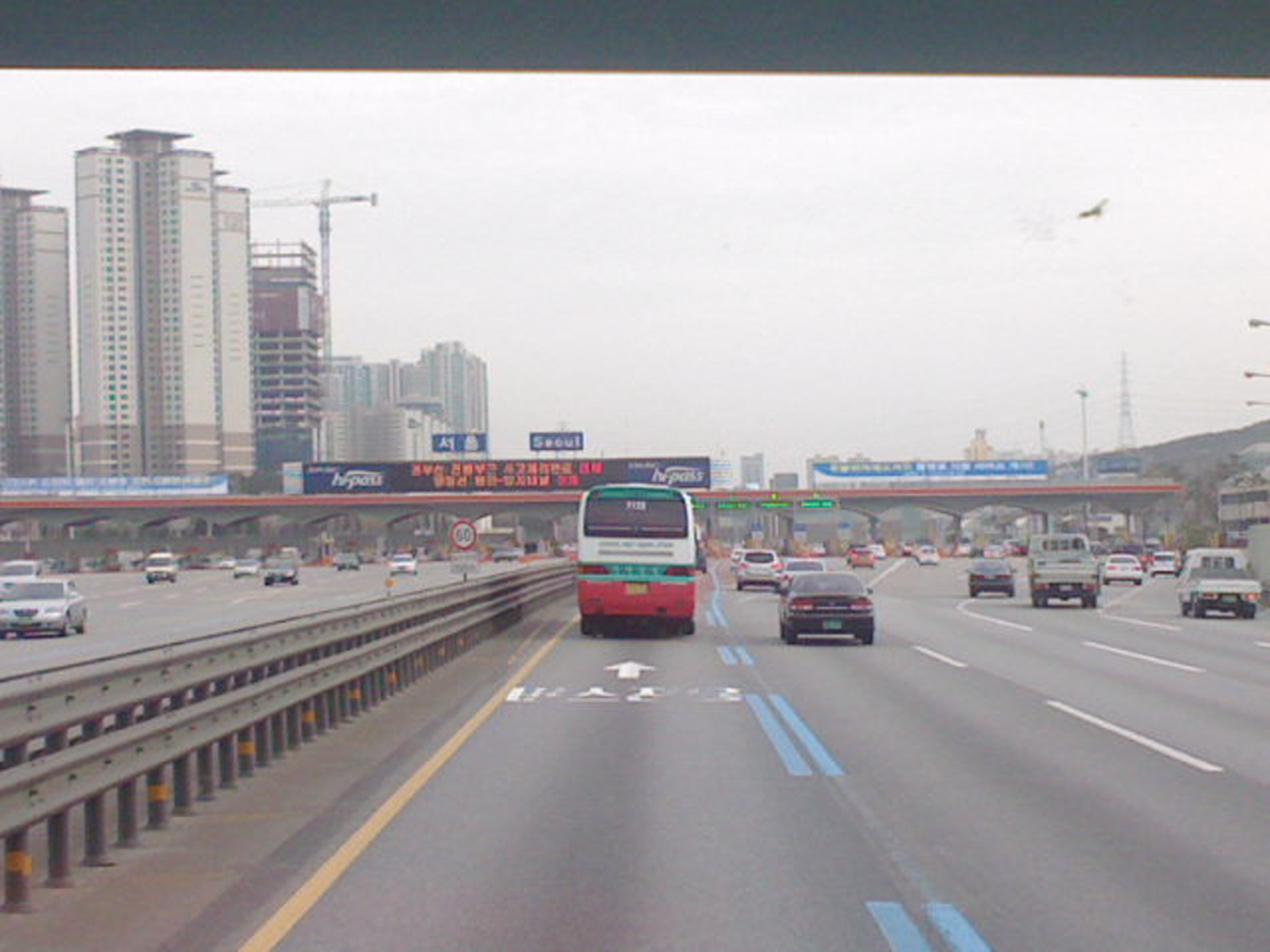
경부고속도로 서울 요금소 전경

- 수도권제1순환고속도로
- 제2경인고속도로
- 경부고속도로
- 용인서울고속도로

#### 국도
- 국도 제3호선 (경충대로, 성남대로, 성남이천로)

#### 지방도
- 국가지원지방도 : 국가지원지방도 제23호선, 국가지원지방도 제57호선
- 지방도 : 지방도 제334호선, 지방도 제338호선, 지방도 제342호선

#### 자동차전용도로
- 분당수서로 (동부간선도로) : 서울특별시 송파구, 서울특별시 광진구로의 접근 편리
- 분당내곡로 (광장로, 수내로, 언주로)

## 스포츠
- 성남 FC (K리그2)

성남시를 연고지로 하고 있는 대한민국의 프로축구단이다. 성남 일화 천마를 성남시에서 인수하여 시민프로축구단으로 재출범하였다.
1989년 일화 천마 축구단으로 창단되어 초기엔 서울을 연고로 하는 축구단이었지만, 서울 연고 공동화 정책에 의하여 1996년 천안으로 옮겨갔으며, 다시 2000년 성남으로 연고지를 이전하여 정착하였다. 홈경기장은 성남시 분당구 야탑동에 있는 탄천종합운동장이다. K리그 7회 우승, AFC 챔피언스리그 2회 우승, 아프로 아시안 클럽 챔피언십 우승 등 각종 대회에서 총 18회 이상의 우승을 한 아시아 최고의 축구단 중 하나이다.
- 성남 블루팬더스 (경기도 챌린지 리그)

경기도 성남시 야탑동 소재 야구학교가 2017년 11월 경기도 성남시를 연고로 하는 독립리그 야구단을 창단한다고 발표하였다.
- 성남시청 필드하키단
- 성남 ROX (카트라이더 리그)

성남산업진흥원에서 2020년 E스포츠 게임단 운영지원에 따라 성남시를 연고로 가지게되었다.
| 리그명             | 구단명          | 창단연도 | 홈경기장       |
| ------------------ | --------------- | -------- | -------------- |
| K리그1             | 성남 FC         | 1989년   | 탄천종합운동장 |
| 경기도 챌린지 리그 | 성남 블루팬더스 | 2017년   | 탄천야구장     |
| 카트라이더 리그    | 성남 ROX        | 2019년   | -              |

## 논란

### 호화 청사 건설 논란
2009년 성남시는 새로운 성남시청사를 건설하였다. 그러나 그 비용이 무려 3,222억원에 달한데다, 에너지 효율도 매우 낮은 것으로 드러나 각 언론들과 정치권, 시민단체 들의 비판을 받았으며 이명박 대통령도 "호화청사를 뜯어고쳐서라도 에너지 효율을 높여야 한다"며 비판을 하기도 하였다. 새로 건설된 성남시청사는 전라남도나, 전라북도의 청사보다 큰 것이며, 서울시의 청사와도 맞먹는 수준이다. 후에 성남시는 복지예산도 대폭 삭감한 것으로 드러나 야당 시의원의 비판을 받기도 하였다. 이러한 지자체들의 호화 청사 논란 가운데 감사원은 지차체들에 대해 감사에 착수한다고 밝혔다. 김문수 경기도지사는 이러한 논란에 대해 사과를 하기도 하였으며, 한나라당은 지자체들의 호화 청사를 막기 위한 대책을 세운다고 밝혔다. 이러한 호화 청사를 짓던 당시 시장직을 맡았던 이대엽은 2010년 지방선거에서 낙선하였다. 이후 성남시의 호화청사와 관련된 수사 과정에서 공무원들의 충성맹세 등 갖은 비리들이 드러났다.
한편 성남시는 2010년 7월 12일에 판교특별회계에서 빌려쓴 돈 5,200억원을 단기간에 갚을 수 없다며 대한민국 지방자치단체로는 최초로 모라토리엄을 선언하였다. 그로인해 2010년 12월 30일 성남시는 성남시 소속 스포츠 팀 15곳 중 12곳을 해산시켰다. 이 조치로 80여 명의 선수들과 감독들이 해고당했다.

## 갤러리

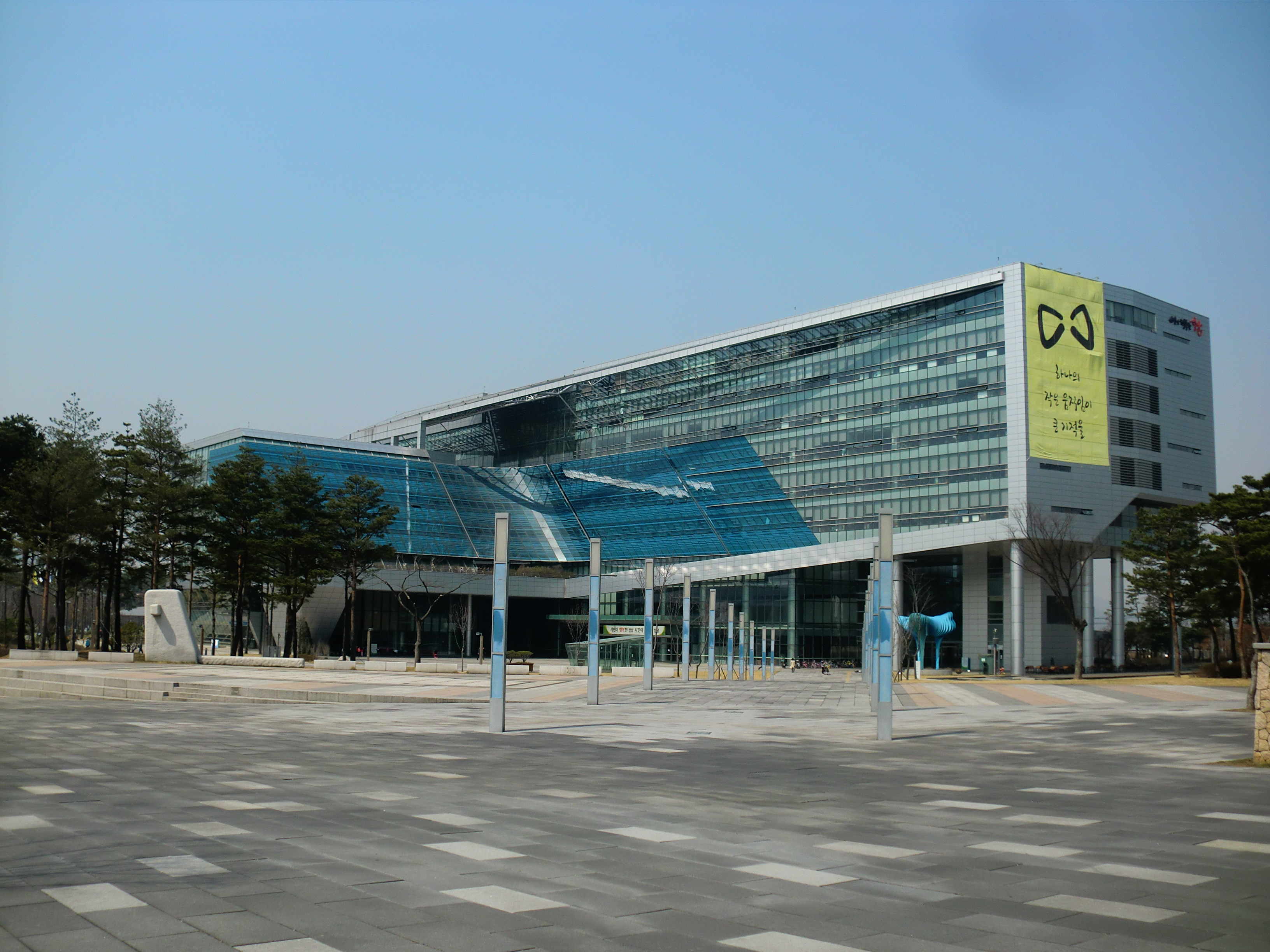
성남시청 청사
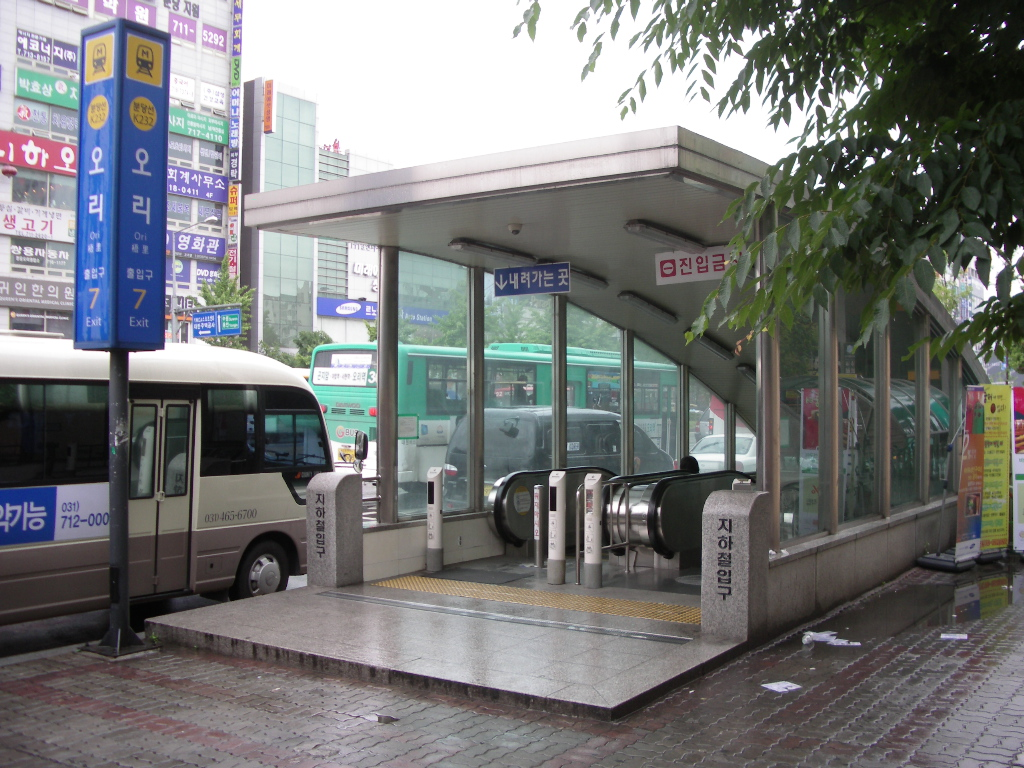
오리역 7번 출입구
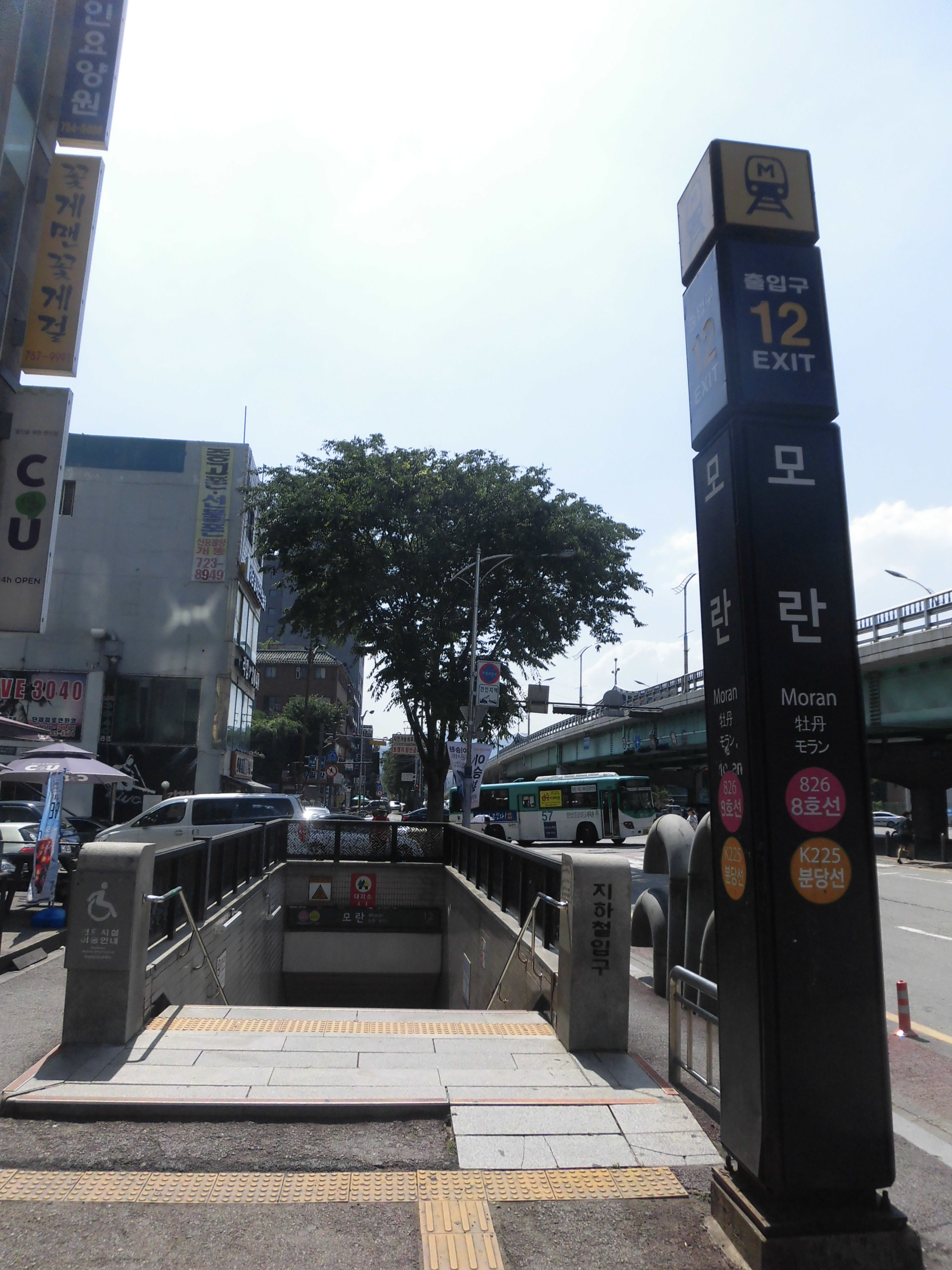
모란역 12번 출입구
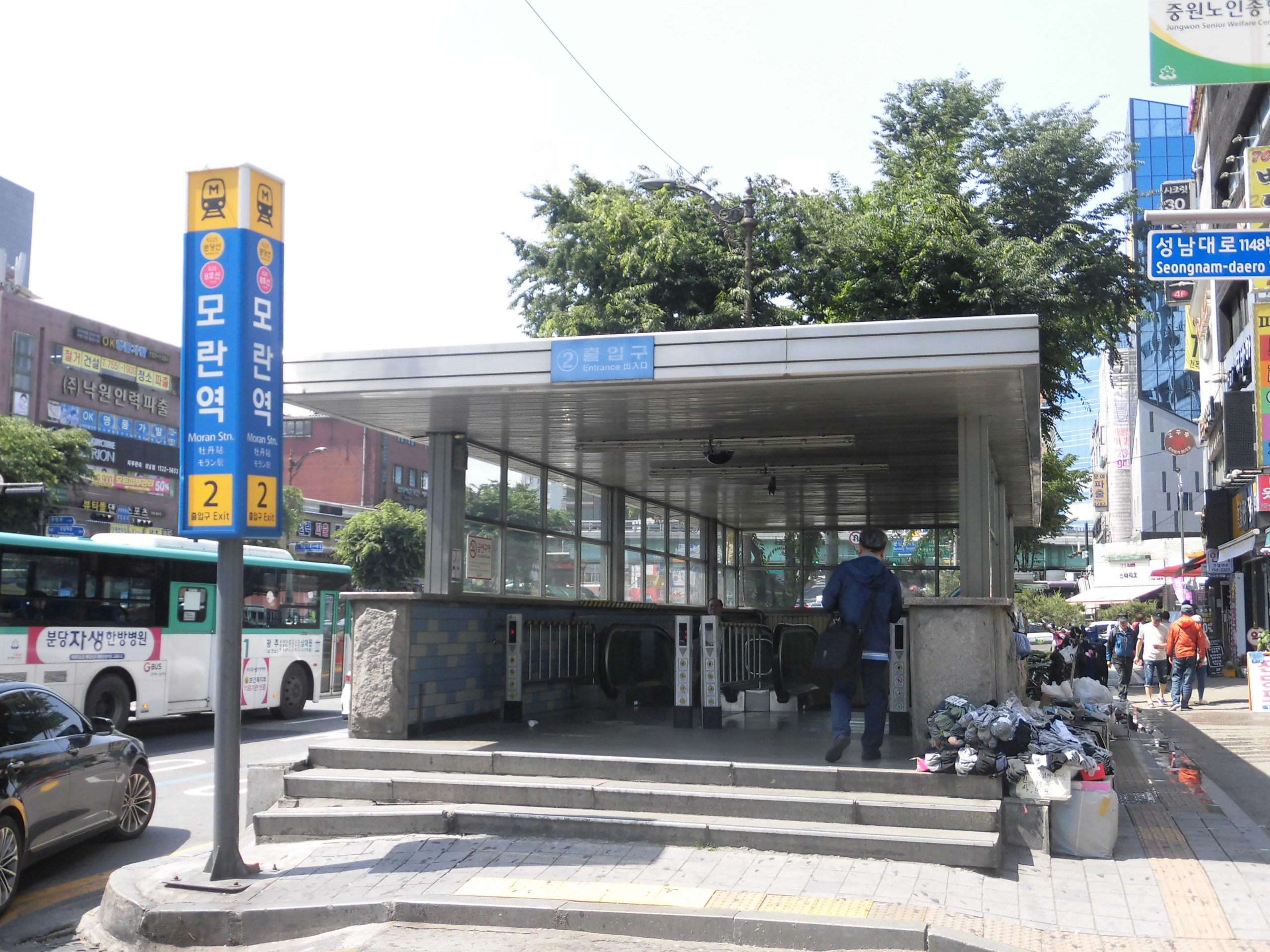
모란역 2번 출입구

## 자매 도시
| 지역 & 국가  | 도시             | 도시           |
| ------------ | ---------------- | -------------- |
| 대한민국     | 강원특별자치도   | 고성군         |
| 대한민국     | 강원특별자치도   | 삼척시         |
| 대한민국     | 강원특별자치도   | 홍천군         |
| 대한민국     | 강원특별자치도   | 원주시         |
| 대한민국     | 경기도           | 가평군         |
| 대한민국     | 경상남도         | 창원시         |
| 대한민국     | 경상북도         | 울릉군         |
| 대한민국     | 경상북도         | 문경시         |
| 대한민국     | 전라남도         | 목포시         |
| 대한민국     | 전라남도         | 담양군         |
| 대한민국     | 충청남도         | 아산시         |
| 대한민국     | 전북특별자치도   | 남원시         |
| 중국         | 광둥성           | 후이저우시     |
| 중국         | 랴오닝성         | 선양시         |
| 중국         | 지린성           | 창춘시         |
| 브라질       | 상파울루주       | 피라시카바     |
| 미국         | 콜로라도주       | 오로라         |
| 미국         | 캘리포니아주     | 풀러턴         |
| 미국         | 조지아주         | 풀턴군         |
| 러시아       | 스베르들롭스크주 | 예카테린부르크 |
| 우즈베키스탄 | 나망간주         | 나망간         |
| 튀르키예     | 가지안테프주     | 가지안테프     |
| 베트남       | 북중부 지방      | 타인호아성     |
| 이탈리아     | 에밀리아로마냐주 | 볼로냐         |
| 폴란드       | 돌니실롱스크주   | 브로츠와프     |

### 교류
- 전국다문화도시협의회
- 전국대도시시장협의회

## 같이 보기
- 대한민국의 설치순 도시 목록
- 대한민국의 지리
- 중앙도서관 (성남시)